# 日本条螽
日本条螽（学名：Ducetia japonica）又名褐背露斯、日本條露斯，是一种隶属于直翅目螽斯科条螽属的昆虫。主要分布于东洋界、澳洲界的部分区域。
日本条螽具有棕色和绿色两种色型，常见于低矮乔木、灌木、草丛等生境，在城区的绿地中，日本条螽的数量较为丰富。白天，它们多数隐藏在植物叶片背面或草丛中，而在傍晚时分则会爬至灌木上取食。
研究发现日本条螽的若虫会频繁访问并取食兰科植物Habenaria sagittifera的花粉和花药帽，这可能表示直翅目与兰花之间存在一种互惠共生的进化途径相关。